# York-cyclus
De York-cyclus is een cyclus of serie uit de middeleeuwen daterende Engelse mysteriespelen waarvan er nog 48 bekend zijn, maar die waarschijnlijk oorspronkelijk meer dan 50 stukken omvatte. De cyclus staat ook bekend als de York Mystery Plays.
De spelen verbeelden een groot aantal bekende Bijbelverhalen, vanaf de schepping tot aan het Laatste Oordeel. Een manuscript van de spelen uit de periode 1463 – 1477 bevindt zich in de British Library.
De gehele cyclus werd in de vorm van wagenspelen in de Engelse stad York opgevoerd op de destijds belangrijke feestdag Corpus Christi, dat 60 dagen na Pasen gevierd werd, in mei of juni. De bedoeling van de opvoering was zeker niet alleen 'lering', maar ook een belangrijke vorm van vermaak: de soms volkse verhalen bevatten veel humor. De productie en uitvoering ervan waren in handen van de verschillende stadsgilden, die er een sport van maakten elkaar te beconcurreren om de beste voorstelling op de planken te brengen. Waar mogelijk kreeg een bepaalde gilde de opdracht zich bezig te houden met een onderwerp dat iets met hun beroepsgroep te maken had. Zo hielden bijvoorbeeld de scheepsbouwers en houtbewerkers zich bezig met het verhaal van Noach en de ark, de wijnhandelaren met de Bruiloft te Kana en (een meer morbide benadering) het slagersgilde met de dood van Christus. Zoals bij het ons bekende carnaval begon de opbouw van de wagens lang van tevoren en werd er in de vroege ochtend, vanaf 4.30 uur,  een parade gehouden.
De verplaatsbare wagens volgden een vaste route langs 12 vooraf bekendgemaakte locaties in de stad, waar de acteurs steeds hun eigen stuk opvoerden. Op sommige plekken waren ten behoeve van de hooggeplaatsten tribunes opgesteld. Onbekend is hoelang de opvoeringen bij elkaar duurden, wel dat een cyclus al in 1376 werd opgevoerd. De traditie duurde zeker voort tot in 1569. Het feest van Corpus Christi was overigens al in 1548 afgeschaft en onder invloed van de reformatie waren bepaalde stukken, met name die rond Maria, bewerkt.
In de vroege 20e eeuw herleefde de traditie en werd de cyclus, of delen daarvan, opnieuw opgevoerd, ook buiten York. Sinds 1951 worden de stukken weer op verschillende manieren ten tonele gebracht, soms op een vaste locatie, soms weer in de vorm van wagenspelen.
Er zijn verschillende cycli van mysteriespelen bewaard gebleven: naast die van York zijn dat die van Chester, Coventry en Wakefield.